# Peperomia bangroana
Peperomia bangroana  es una especie fanerógama de uno de los dos grandes géneros de la familia de las piperáceas. Es originaria de África.

## Descripción
Es una planta herbácea de hábito epífita, con las hojas suculentas,  que se encuentra en el bosque húmedo o subhúmedo a una altura de 0-499 m, 500-999 m, 1000-1499 m, 1500-1999 m; distribuidas por las Comoras en África.